# Mississippi County Farm Blues/Clarksdale Moan
Mississippi County Farm Blues/Clarksdale Moan è un 78 giri del musicista delta blues Son House. Fu registrato il 28 maggio 1930, a Grafton, Wisconsin, per la Paramount Records. Le due canzoni rimasero inascoltate fino al 2005, quando un collezionista di dischi anonimo scoprì un originale 78 giri in buone condizioni. Furono poi ripubblicate nel 2006 dalla Yazoo Records nel doppio CD The Stuff That Dreams Are Made Of, insieme a molte altre rare registrazioni blues di quel periodo.